# El Carrizo de Opichán
El Carrizo de Opichán är en ort i Mexiko.   Den ligger i kommunen Aldama och delstaten Tamaulipas, i den centrala delen av landet, 400 km norr om huvudstaden Mexico City. El Carrizo de Opichán ligger 265 meter över havet och antalet invånare är 165.
Terrängen runt El Carrizo de Opichán är platt åt sydost, men åt nordväst är den kuperad. Runt El Carrizo de Opichán är det mycket glesbefolkat, med 7 invånare per kvadratkilometer. Närmaste större samhälle är Aldama, 18,8 km sydost om El Carrizo de Opichán. Trakten runt El Carrizo de Opichán består till största delen av jordbruksmark.